# 斯塔泰
斯塔泰（義大利語：Statte），是意大利塔兰托省的一个市镇。总面积92平方公里，人口14488人，人口密度157.5人/平方公里（2009年）。ISTAT代码为073029。